# Saison 1 de Switched
Chronologie
Saison 2
Cet article représente le guide des épisodes de la première saison de la série télévisée américaine Switched.

## Généralités
- ABC Family a initialement commandé 10 épisodes, qui ont été diffusés à partir du 6 juin 2011.
- Le 1er août 2011, 22 nouveaux épisodes ont été commandés, qui s'ajouteront à la première saison, pour un total de 32 épisodes[1], 12 de ces nouveaux épisodes sont diffusés à partir du 3 janvier 2012.
- La diffusion de 8 autres épisodes reprend le 3 septembre 2012[2] jusqu'au 22 octobre 2012[3].
- Au Canada, les 10 premiers épisodes ont été diffusés depuis le 16 janvier 2012 sur YTV et W Network[4], et depuis le 26 mars 2012 sur ABC Spark.
- En France, la série est diffusée en prime time sur 6ter, une chaîne du groupe M6, depuis le vendredi 3 janvier 2014. Depuis cette date, la chaîne diffuse la première saison en intégralité à raison de trois puis deux épisodes (à partir du 28 février) à la suite par vendredi. On notera que le découpage des saisons a été refait par la chaîne. En effet, la saison 1 en France ne comporte que 22 épisodes contre 30 aux États-Unis. Les huit derniers épisodes de la saison 1 étant intégrés à la saison 2 en France.
- Au Québec, la série est diffusée depuis le 24 février 2014 sur VRAK.TV[5].

## Épisodes

### Épisode 1:Nées sous une autre étoile
- États-Unis : 6 juin 2011
- France : 3 janvier 2014 sur 6ter
- Québec : 24 février 2014 sur VRAK.TV
- Belgique : 31 octobre 2016 sur AB3

- États-Unis : 3,3 millions de téléspectateurs

### Épisode 2:Quelque chose à cacher
- États-Unis : 13 juin 2011
- France : 3 janvier 2014 sur 6ter
- Québec : 3 mars 2014 sur VRAK.TV
- Belgique : 31 octobre 2016 sur AB3

- États-Unis : 2,92 millions de téléspectateurs

### Épisode 3:Mon père cet inconnu
- États-Unis : 20 juin 2011
- France : 3 janvier 2014 sur 6ter
- Québec : 10 mars 2014 sur VRAK.TV
- Belgique : 1er novembre 2016 sur AB3

- États-Unis : 2,77 millions de téléspectateurs

### Épisode 4:Touche pas à mon ex
- États-Unis : 27 juin 2011
- France : 10 janvier 2014 sur 6ter
- Québec : 17 mars 2014 sur VRAK.TV
- Belgique : 1er novembre 2016 sur AB3

- États-Unis : 2,8 millions de téléspectateurs

### Épisode 5:Poker menteur
- États-Unis : 4 juillet 2011
- France : 10 janvier 2014 sur 6ter
- Québec : 24 mars 2014 sur VRAK.TV
- Belgique : 2 novembre 2016 sur AB3

- États-Unis : 1,68 million de téléspectateurs

### Épisode 6:Sur les traces du passé
- États-Unis : 11 juillet 2011
- France : 10 janvier 2014 sur 6ter
- Québec : 31 mars 2014 sur VRAK.TV
- Belgique : 2 novembre 2016 sur AB3

- États-Unis : 2,63 millions de téléspectateurs

### Épisode 7:Fais-moi un signe
- États-Unis : 18 juillet 2011
- France : 17 janvier 2014 sur 6ter
- Québec : 7 avril 2014 sur VRAK.TV
- Belgique : 3 novembre 2016 sur AB3

- États-Unis : 2,69 millions de téléspectateurs

### Épisode 8:La Boîte de Pandore
- États-Unis : 25 juillet 2011
- France : 17 janvier 2014 sur 6ter
- Québec : 14 avril 2014 sur VRAK.TV
- Belgique : 3 novembre 2016 sur AB3

- États-Unis : 3,14 millions de téléspectateurs

### Épisode 9:Un anniversaire pour 2
- États-Unis : 1er août 2011
- France : 17 janvier 2014 sur 6ter
- Québec : 21 avril 2014 sur VRAK.TV
- Belgique : 4 novembre 2016 sur AB3

- États-Unis : 2,79 millions de téléspectateurs

### Épisode 10:Le retour d'Angelo
- États-Unis : 8 août 2011
- France : 24 janvier 2014 sur 6ter
- Québec : 28 avril 2014 sur VRAK.TV
- Belgique : 4 novembre 2016 sur AB3

- États-Unis : 2,84 millions de téléspectateurs

### Épisode 11:Une nuit rock'n roll
- États-Unis : 3 janvier 2012
- France : 24 janvier 2014 sur 6ter
- Québec : 4 novembre 2014 sur VRAK.TV
- Belgique : 7 novembre 2016 sur AB3

- États-Unis : 2,74 millions de téléspectateurs

- Justina Machado : Brizia Munos

Daphné a de plus en plus de mal à supporter la relation entre Bay et Emmett. Elle essaie de s’immiscer en rejoignant Toby, Wilkie et Emmett qui doivent jouer au festival de St Louis. Bay les rejoint et lors de ce festival, elle va apprendre à gérer les problèmes liés à la surdité d’Emmett et à ne pas empiéter sur sa fierté personnelle. Daphné se rapproche de Wilkie car c’est le seul qui semble vouloir l’écouter.
Bay veut passer plus de temps avec son père biologique, Angelo. Elle le présente aux Kennish mais ça ne se passe pas bien. John a peur d’être remplacé. Régina doit jouer les chaperonnes lors d’une soirée avec Bay et Angelo et ils se disputent à propos du passé alcoolique de Régina. Angelo a le don de la faire douter d’elle-même.

### Épisode 12:Belles et rebelles
- États-Unis : 10 janvier 2012
- France : 24 janvier 2014 sur 6ter
- Québec : 11 novembre 2014 sur VRAK.TV
- Belgique : 7 novembre 2016 sur AB3

- États-Unis : 2,07 millions de téléspectateurs

### Épisode 13:Mauvaise fréquentation
- États-Unis : 17 janvier 2012
- France : 31 janvier 2014 sur 6ter
- Québec : 18 novembre 2014 sur VRAK.TV
- Belgique : 8 novembre 2016 sur AB3

- États-Unis : 1,99 million de téléspectateurs

### Épisode 14:Un mal pour un bien
- États-Unis : 24 janvier 2012
- France : 31 janvier 2014 sur 6ter
- Québec : 25 novembre 2014 sur VRAK.TV
- Belgique : 8 novembre 2016 sur AB3

- États-Unis : 1,9 million de téléspectateurs

Emmett vient de recevoir sa peine d'amende et sa mère, Mélody, veut lui imposer de vendre sa moto pour la payer car elle n'a pas vraiment les moyens financiers pour l'aider.
Daphné et Bay tentent de trouver de l'argent pour aider Emmett, sans grand succès. 
Afin de récupérer de l'argent plus facilement, Daphné ment à ses parents biologiques en leur demandant de financer de nouveaux appareils auditifs. Après avoir obtenu facilement cet argent, Daphné se sent assez mal et elle est démasquée par sa mère, Régina. Contrainte, Daphné avoue la supercherie à Kathryn et rend finalement l'argent.
Kathryn et John cherchent un avocat pour le procès qu'ils entendent mener à l'encontre de l'hôpital. Convaincant, c'est finalement le jeune Craig Teubbee qui se chargera de les représenter.
De leurs côtés, Wilk et Toby engagent Simone afin qu'elle réalise leur clip vidéo. Cette dernière en profite pour se rapprocher de Toby en lui avouant qu'elle apprécie vraiment sa musique.
Régina et Angélo peaufinent l'agencement du nouveau salon de coiffure.
John tente d'en savoir un peu plus sur le passé d'Angélo. Lors de leur discussion John apprend à Angélo que Régina était au courant de l'échange des filles depuis de nombreuses années. 
Emmett invite Bay à faire un dernier tour de moto avant qu'elle ne soit vendue. 

### Épisode 15:Des mensonges et des hommes
- États-Unis : 31 janvier 2012
- France : 31 janvier 2014 sur 6ter
- Québec : 2 décembre 2014 sur VRAK.TV
- Belgique : 9 novembre 2016 sur AB3

- États-Unis : 1,93 million de téléspectateurs

Bay aide Emmett à emménager au domicile de son père Cameron. Elle fait donc connaissance du père d'Emmett qui est beaucoup plus accueillant que Mélody. Elle rencontre également Olivia, la nouvelle petite-amie de Cameron et va rapidement s'apercevoir de son caractère déluré.
Régina et Angelo se rapprochent finalement, au grand dam de Adriana et de Daphné.
Wilk et Daphné se rapprochent également à la faveur d'une sortie nocturne dans un golf, mais elle va vite déchanter en apprenant que Wilk fait exactement la même chose avec toutes ses conquêtes.
À la faveur de leur rencontre sur un marché, Kathryn décide d'inviter Angelo à un repas « familial » réunissant les Kennish et les Vasquez.
Alors qu'elle se trouve en stage à la station de lavage de John, Daphné fait la connaissance de Sarah Lazar, une amie journaliste de John. Devant l'attitude ambiguë de son père biologique, Daphné suspecte ce dernier d'avoir une liaison avec la journaliste.
Avant de se rendre au dîner familial, Angelo reçoit un appel téléphonique d'un mystérieux Martino.
Après avoir commencé sous les meilleurs auspices, le dîner tourne à la tragédie lorsque l'avocat des Kennish les contacte et leur révèle qu'Angelo fait l'objet d'un mandat d'arrêt en Italie pour une histoire de voies de fait.
Angélo tente de s'expliquer devant toute la famille avant de quitter les lieux. 
Lorsque Bay se rend à son domicile pour avoir des explications, elle découvre qu'Angélo a récupéré ses affaires et a disparu.

### Épisode 16:Le regard des autres
- États-Unis : 7 février 2012
- France : 7 février 2014 sur 6ter
- Québec : 9 décembre 2014 sur VRAK.TV
- Belgique : 9 novembre 2016 sur AB3

- États-Unis : 1,82 million de téléspectateurs

- Meredith Baxter : Bonnie Tamblyn-Dixon

Angélo reste injoignable auprès des services de l'immigration, et la dénonciation d'Adriana provoque des conflits aussi bien chez les Vasquez que chez les Kennish.
Mamie Bonnie, la mère de Kathryn vient rendre visite à la famille Kennish. Elle fait la connaissance de Daphné et inonde les enfants de cadeaux, comme à son habitude. Maladroitement elle offre une broche familiale à Daphné alors qu'elle devait revenir initialement à Bay. Cette dernière se sent mise à l'écart surtout après avoir surpris une conversation entre Bonnie et Kathryn dans laquelle la grand mère avoue que son regard envers elle a changé.
Daphné et Simone écopent de quelques heures de travail d'intérêt général dans le quartier d'East Riverside après qu'une dispute ait éclatée dans les vestiaires avec une fille de ce quartier.
Simone décroche une audition pour Toby, mais ce dernier ne peut s’empêcher de penser qu'elle essaie de le façonner à son image.
Face à l'attitude de sa mère, Kathryn décide de racheter les parts qu'elle détient dans la société de John. 

### Épisode 17:Portrait de famille
- États-Unis : 14 février 2012
- France : 7 février 2014 sur 6ter
- Québec : 16 décembre 2014 sur VRAK.TV
- Belgique : 10 novembre 2016 sur AB3

- États-Unis : 1,46 million de téléspectateurs

- Christopher Wiehl : Patrick

Daphné continue de s’entraîner avec Simone pour être titulaire dans l'équipe de basket de Buckner. Toutes les deux participent à des tournois en vue de faire partie du 5 de départ.
Dans le cadre de son cours de photographie, Emmett doit faire une photo de famille. Kathryn lui propose tout naturellement de photographier la sienne avec tous ses nouveaux membres comme Angélo, Régina, Adriana et bien sûr Daphné. En aparté, Kathryn apprend à Emmett que Bay a eu le cœur brisé par le départ dans l'armée de Ty. 
Dans le salon de coiffure qui l'emploi, Régina fait la connaissance de Patrick, un séduisant directeur de galerie d'art. Ce dernier accepte de jeter un œil au travail de Bay.
Kathryn continue d'écrire son livre. Elle interviewe son fils Toby qui lui confie qu'il se trouve un peu mis de côté à la suite de cette affaire d'échange de bébé.
Alors que Bay est impatiente de montrer son travail au directeur de la galerie d'art, elle voit bien que quelque chose ne va pas bien avec Emmett. Ce dernier est encore sous le choc des déclarations de Kathryn, mais il décide de ne rien dire à Bay pour le moment.
Afin de mettre toutes leurs chances de leur côté pour gagner leurs places dans l'équipe de Buckner, Simone engage une ex championne de basket pour les entraîner au mieux. Simone a réussi à payer cette coach avec l'argent de sa montre, qu'elle pensait initialement dérobée par une joueuse de East Riverside. Daphné demande à Simone d'informer le coach Medlock de Buckner, car ce dernier les avait puni à la suite de la dispute qui a eu lieu dans les vestiaires, mais Simone refuse catégoriquement,
Régina et Patrick ont un rendez vous. En passant la récupérer à son domicile, il découvre que Régina a aussi du talent en matière d'art. Au cours de leur repas, Patrick avoue à Régina qu'il est beaucoup plus intéressé par son travail que celui de Bay. À la suite de cette annonce, Régina est mal à l'aise vis-à-vis de Bay.
Daphné est surprise par le comportement de Simone. Pour mieux la cerner, elle demande de renseignements à Bay car autrefois elles étaient amies. Bay dépeint alors un tableau peu reluisant de Simone, et Daphné comprend un peu mieux à qui elle a affaire.
N'écoutant que son courage, Daphné avoue au coach Medlock que Simone a retrouvé sa montre. Elle apprend à cette occasion qu'elle va disputer sa place avec Simone et non avec une autre joueuse comme prévu auparavant.
Emmett vient finalement voir Bay pour qu'elle lui explique la teneur de sa relation avec Ty. Elle arrive finalement à le convaincre que leur histoire est plus importante.
Après le shooting photo de Emmett, Bay et lui se retrouvent à l'extérieur. Il semble admiratif de la famille Kennish-Vasquez qui vient de s'agrandir récemment et ne peut s’empêcher de faire le parallèle avec la sienne qui a volé en éclats il y a peu.

### Épisode 18:L'enfance de l'art
- États-Unis : 21 février 2012
- France : 7 février 2014 sur 6ter
- Québec : 6 janvier 2015 sur VRAK.TV
- Belgique : 10 novembre 2016 sur AB3

- États-Unis : 1,79 million de téléspectateurs

Régina expose ses œuvres pour le vernissage de la galerie de Patrick. Elle invite Bay qui a encore de la rancœur de ne pas avoir été choisie par le galeriste.
Kathryn apprend que Brizia, l'infirmière à l'origine de l'échange de ses filles, vient d'être renvoyée par l'hôpital. N'arrivant pas à retrouver du travail, celle-ci hésite à témoigner au cours du procès car elle estime que cela pourrait lui porter préjudice dans la recherche de son nouveau job. Kathryn se demande si elle ne devrait pas l'aider financièrement.
Daphné et Wilk sont nommés athlètes du mois. En récompense ils reçoivent des cadeaux de leur sponsor et doivent organiser une visite des installations sportives du lycée de Buckner en vue d’obtenir de nouvelles subventions pour le nouveau centre aquatique. Mais Daphné a du mal à jouer les ambassadrices.
Bay pense que Emmett a des problèmes car elle sent qu'il est mal influencé par Olivia, la petite amie de son père. Il mange peu, rate souvent les cours, préfère s'adonner à la photographie plutôt que de travailler ses leçons. Bay décide donc d'en parler à Mélody malgré leur relation glaciale.
Au cours du vernissage, Régina, Mélody et Bay sont rejoints par Emmett, son père, Cameron, et Olivia. Sentant que Emmett a bu de l'alcool, Mélody demande des comptes à Cameron et une dispute éclate. Dans un même temps, Régina demande également des comptes à Patrick, car ce dernier a livré des détails de sa vie privée dans le fascicule de présentation des œuvres.
Faisant fi des recommandations de son avocat et de John, Kathryn décide de donner de l'argent à Brizia qui peine à retrouver du travail.

### Épisode 19:Des nouvelles du front
- États-Unis : 28 février 2012
- France : 14 février 2014 sur 6ter
- Québec : 13 janvier 2015 sur VRAK.TV
- Belgique : 11 novembre 2016 sur AB3

- États-Unis : 1,51 million de téléspectateurs

- Ryan Lane : Travis Barnes

Bay apprend qu'un hélicoptère de l'armée vient de s'écraser en Afghanistan. Elle pense immédiatement que Ty aurait pu être à bord et s'inquiète énormément d'autant plus que les autorités ne communiquent pas sur le nom des victimes.
Craig apprend à Kathryn que Breezia ne pourra pas témoigner au procès à la suite de la somme d'argent qu'elle lui a remise. Ils se mettent donc à la recherche de nouveaux témoins pour le procès. Pour ce faire, ils rencontrent l'avocat d'Angélo et apprennent que ce dernier à une source au sein même de l'hôpital. Toutefois l'avocat d'Angélo ne connaît pas l'identité de cette personne.
Daphné s’entraîne dur pour son retour au sein de l'équipe de basket de Carlton. Elle fait la connaissance de Travis qui lui fait comprendre que son retour n'est pas du goût de toutes les joueuses. À la suite de cette discussion, Travis se fait renvoyer. Regrettant cette décision, Daphné tente de se racheter en demandant à John de l'embaucher à la station de lavage, mais Travis va une nouvelle fois faire parler de lui.

### Épisode 20:L'île de Bay
- États-Unis : 6 mars 2012
- France : 14 février 2014 sur 6ter
- Québec : 20 janvier 2015 sur VRAK.TV
- Belgique : 11 novembre 2016 sur AB3

- États-Unis : 1,48 million de téléspectateurs

L'équipe de basket de Carlton va pouvoir disputer le tournoi de Springfield car l'équipe de Marshall a été disqualifiée. Carlton affrontera donc Buckner, un match épique.
Mélody demande à Bay de faire une déclaration en sa faveur pour obtenir la garde d'Emmett. Emmett demande à Bay de ne pas se mêler de cette histoire, mais Bay et Toby découvrent de la drogue dans le garage de la maison de Cameron. Olivia tente alors de se justifier en indiquant qu'elle garde ça pour des amis et elle demande à Bay de ne surtout pas informer Mélody.
Régina continue de fréquenter Patrick, mais elle pense encore à Angélo.
Kathryn rencontre une éditrice pour son livre et cette dernière lui indique que l'implication de Régina pourrait être un plus. 

### Épisode 21:La nuit des sourds-vivants
- États-Unis : 13 mars 2012
- France : 14 février 2014 sur 6ter
- Québec : 27 janvier 2015 sur VRAK.TV
- Belgique : 14 novembre 2016 sur AB3

- États-Unis : 1,7 million de téléspectateurs

Bay et Daphné décident de tourner le film « la nuit des sourds vivants », un film d'horreur pour sourds et malentendants dont le script a été écrit il y a longtemps par Emmett et Daphné. Il s’agira d'un cadeau d'anniversaire pour Emmett et tout le monde s'investit dans le projet.
Pendant le tournage, Wilk découvre que Simone et Emmett ont eu une relation. Choqué, il décide de ne pas en parler à Toby pour l'instant.
De son côté, Emmett se confie à sa mère Mélody. Il regrette ses actes et doit prendre la décision d'informer ou pas sa petite amie, Bay.

### Épisode 22:Le bal de fin d'année
- États-Unis : 20 mars 2012
- France : 21 février 2014 sur 6ter
- Québec : 3 février 2015 sur VRAK.TV
- Belgique : 14 novembre 2016 sur AB3

- États-Unis : 1,71 million de téléspectateurs

Emmett invite Bay à son bal de promo et Daphné cherche un moyen original d'inviter Wilke. Pendant ce temps, Kathryn et John se sont portés volontaires pour chaperonner la soirée.
Comme Wilke a refusé l'invitation de Daphné, cette dernière se rend à son domicile et rencontre son père qui lui apprend que Wilk va aller en pension dès la prochaine année.
Angelo recontacte Régina. Il lui annonce qu'il est détenu par les services de l'immigration et lui demande son aide afin de trouver un avocat.
Kathryn et Craig rencontrent un nouveau témoin potentiel pour le procès. D'abord prometteur, cet entretien va vite tourner au cauchemar en raison de la personnalité quelque peu dérangée de cette ancienne infirmière.
Avant d'aller au bal, Bay et Emmett décident d'aller rendre visite à Angelo aux services de l'immigration.

### Épisode 23:Pardonne-moi
- États-Unis : 3 septembre 2012[2]
- France : 21 février 2014 sur 6ter
- Québec : 10 février 2015 sur VRAK.TV
- Belgique : 15 novembre 2016 sur AB3

- États-Unis : 2,25 millions de téléspectateurs

- Manish Dayal : Scuba
- Justin Bruening : Chef Jeff Reycraft
- Mat Vairo : Alex

Régina vient d'apprendre que la seule raison qu'Angélo puisse rester sur le territoire est qu'il se marie avec une citoyenne Américaine. De son côté, Angelo attend son procès avec appréhension. 
Bay revient des Galapagos où elle a fait une pause à la suite de la trahison de Emmett. Elle est accompagnée de Alex, son nouveau petit ami qui ne tarde pas à comprendre que Bay pense encore à Emmett.
Daphné recherche un emploi dans la restauration mais elle a beaucoup de difficultés en raison de ses problèmes d'audition. Elle se résigne à demander de l'aide à Kathryn afin de faire jouer ses relations. Sur les recommandations de Kathryn, Daphné rencontre finalement Jeff, le chef du restaurant « Maize » et ce dernier l'embauche, visiblement contraint et forcé. Même si Daphné est très enthousiaste, sa surdité va devenir une contrainte dans son emploi et elle devra faire preuve de courage et de motivation pour surmonter et faire accepter son handicap.
Lors de la rentrée à Buckner, Bay et Simone se croisent pour la première fois depuis l'affaire de la tromperie. Simone tente de s'excuser, mais Bay refuse d'accepter la situation. Elle lui en veut tellement qu'elle demande même à Simone de quitter l'établissement.
Emmett a remis une lettre mystérieuse à Daphné afin que cette dernière puisse la donner à Bay. Après avoir longtemps hésité à l'ouvrir, Bay découvre une sorte de plan qu'elle est invitée à suivre. À la fin du parcours, elle découvre une fresque peinte sur les murs à la façon « street art » qu'elle affectionne tant. Cette fresque, peinte par Emmett, représente l'histoire de leur couple et suggère à Bay de pardonner. Bay donne rendez vous à Emmett pour lui dire en face qu'il a gâché leur relation et qu'il va sûrement gâcher les autres car elle ne se sent pas de refaire confiance à un autre. Emmett, dépité, tente de reconquérir Bay mais se heurte à sa colère. Il comprend que la jeune femme a besoin de temps et décide de respecter son choix, non sans lui avoir indiqué qu'il fera tout pour la reconquérir.
John se confie à Kathryn et lui indique qu'il a hâte que cette histoire de livre se termine car cela empiète sur leur vie de couple. Kathryn, de son côté, en profite pour l'informer de son désir d'écrire un deuxième livre. John comprend alors que son épouse ne veut plus être cantonnée au rôle de la simple ménagère dans lequel elle s'était laissée enfermée depuis des années.

### Épisode 24:Mariage gris
- États-Unis : 10 septembre 2012
- France : 21 février 2014 sur 6ter
- Québec : 17 février 2015 sur VRAK.TV
- Belgique : 15 novembre 2016 sur AB3

- États-Unis : 1,67 million de téléspectateurs

- Justin Bruening : Chef Jeff Reycraft

Bay repère un vieux bus dans une casse qui pourrait servir de support à sa peinture, tandis que Daphné et Emmett se demandent si « la nuit des sourds vivants » pourrait être projeté au festival gore de St Louis. Mais un message mystérieux de Régina leur demande de rentrer immédiatement à la maison.
Tandis que John tente de se muer en un parfait homme d'intérieur, toute la famille est réunie pour assister au retour d'Angelo et de Régina. C'est cette dernière qui annonce la bonne nouvelle : Ils viennent de se marier, et de ce fait, Angelo peut rester dans le pays.
Ce mariage blanc embarrasse toute la famille à l'exception de Bay qui est heureuse de savoir que son père biologique va s'installer dans un appartement à proximité. Elle pourra ainsi apprendre à mieux le connaître.
Angelo et Régina ont un entretien avec un enquêteur des services de l'immigration pour qu'il puisse vérifier que leur mariage est bien réel. La situation particulière du couple pousse l'enquêteur à transmettre le dossier au service de la répression pour effectuer des visites surprises au domicile du nouveau couple. Cette situation pousse finalement Angelo à emménager dans la maison des Kennish non sans avoir créé son lot de discorde dans la famille.

### Épisode 25:Le choc des cultures
- États-Unis : 17 septembre 2012
- France : 28 février 2014 sur 6ter
- Québec : 24 février 2015 sur VRAK.TV
- Belgique : 16 novembre 2016 sur AB3

- États-Unis : 1,58 million de téléspectateurs

- Justin Bruening : Chef Jeff Reycraft

Bay fait la connaissance de la bande de taggeurs de Zarra. Elle projette de peindre avec eux mais en raison de mauvais résultats scolaires, John et Kathryn la prive de sortie et compromettent tous ses plans. Afin d'avoir de meilleurs résultats, notamment en français, Angelo se propose d'aider Bay.
Daphné travaille toujours au restaurant « Maize ». Elle reste toute une nuit avec le Chef Jeff pour l'aider à finir des pâtisseries. Elle se met en tête de le séduire, mais ce dernier ne semble pas très réceptif.
Angelo a emménagé chez les Kennish. Il sent qu'il les gêne plus qu'autre chose et fait preuve de maladresse avec Bay.
Craig et les Kennish se préparent au procès, mais ils ont des craintes vis-à-vis de la crédibilité de leur témoin.
Kathryn et Régina sont interviewées devant l'hôpital, et la journaliste porte plus d'attention au cas de Régina faisant passer Kathryn au second plan. Cette dernière prend la chose assez mal car elle pensait qu'elle allait pouvoir sortir de la lumière grâce à son livre.
Mélody, Régina et Kathryn vont dîner au « Maize ». Elles sont servies par Jeff qui semble plaire énormément à Mélody.
Angelo accepte de servir d'alibi à Bay. Cette dernière retrouve Zarra pour peindre et celle-ci la met au défi pour qu'elle fasse ses preuves. 

### Épisode 26:Les enfants terribles
- États-Unis : 24 septembre 2012
- France : 28 février 2014 sur 6ter
- Québec : 3 mars 2015 sur VRAK.TV
- Belgique : 16 novembre 2016 sur AB3

- États-Unis : 1,41 million de téléspectateurs

- Cassi Thomson : Nikki Papagus

Bay a peint sur un mur de la station de lavage de son père en se gardant bien de le lui dire. Elle continue également de peindre avec la bande à Zarra.
De son côté Emmett participe au salon de la moto que John a organisé à la station de lavage. Il espère que Bay viendra le voir.
Toby et Kathryn se rendent à la vente de charité de l'église où ils font la connaissance de Nikki qui chante et joue de la guitare comme Toby. 
Angelo s'étant blessé à la main, Daphné décide de le conduire à l'hôpital afin que sa blessure à la main soit soignée.

### Épisode 27:Smak
- États-Unis : 1er octobre 2012
- France : 7 mars 2014 sur 6ter
- Québec : 10 mars 2015 sur VRAK.TV
- Belgique : 17 novembre 2016 sur AB3

- États-Unis : 1,44 million de téléspectateurs

- Carlease Burke : Ms. Rose
- Joshua Polit : Smak

Zarra et Bay s'aperçoivent qu'un mystérieux tagger a recouvert la majorité des dessins de toute la ville. Elles espèrent le coincer en lui tendant un piège.
Emmett rencontre pour la première fois le chef Jeff, et le reconnaît comme étant l'homme qui a une liaison avec sa mère. Il sait que Daphné l'apprécie beaucoup et ne sait pas comment le lui dire.
Les Kennish ont une explication avec Bay au sujet de sa passion. Ils lui demandent de bien réfléchir à ses actes.
John constate que Travis préfère travailler plutôt que d'aller voir sa famille. Il se renseigne auprès de Mélody pour en savoir plus sur son employé.

### Épisode 28:Raison et sentiments
- États-Unis : 8 octobre 2012
- France : 7 mars 2014 sur 6ter
- Québec : 17 mars 2015 sur VRAK.TV
- Belgique : 17 novembre 2016 sur AB3

- États-Unis : 1,56 million de téléspectateurs

Daphné et Jeff continuent leur relation en toute discrétion, mais Scuba, un cuisinier, n'est pas dupe.
Kathryn et John font la connaissance de Zarra au moment où elle aide Bay à peindre sa voiture. Et le moins que l'on puisse dire, c'est qu'elle ne fait pas la meilleure impression.
Kathryn décide d'inviter l'ancien petit ami de Bay, Alex, ainsi que ses parents. Elle espère que ce dîner sera comme un électrochoc et qu'il réussira à l'éloigner de Zarra.

### Épisode 29:Le Procès
- États-Unis : 15 octobre 2012
- France : 14 mars 2014 sur 6ter
- Québec : 24 mars 2015 sur VRAK.TV
- Belgique : 18 novembre 2016 sur AB3

- États-Unis : 1,45 million de téléspectateurs

Bay tente de trouver de l'argent pour rembourser celui qu'elle a pris dans le coffre fort de la station de lavage mais le compte n'y est pas. Elle se résigne à demander de l'aide à Simone et parvient in-extrémis à remettre la totalité de la somme avant que John ne s'aperçoive de quoi que ce soit.
Daphné continue de fréquenter Jeff en cachette. Mais Mélody n'est pas dupe. 
Tout le monde se prépare à la tenue du procès qui approche. Les témoins s’enchaînent et le procès est éprouvant pour toute la famille.
Toby présente Emmett à Nikki afin de former un nouveau groupe, mais Nikki a des pressions de la part de son petit ami Jed. Ce dernier n'apprécie pas qu'elle joue avec deux garçons.

### Épisode 30:D'une vie à l'autre
- États-Unis : 22 octobre 2012[3]
- France : 14 mars 2014 sur 6ter
- Québec : 31 mars 2015 sur VRAK.TV
- Belgique : 18 novembre 2016 sur AB3

- États-Unis : 1,78 million de téléspectateurs

Bay projette d'accompagner Zarra au Mexique pour pouvoir peindre avec Jr une légende dans le monde du street art. Leur départ est précipité par la venue de la bande de Smak qui veut en découdre.
Daphné est convoquée par la patronne du restaurant Maize pour parler de sa relation avec le chef Jeff. Tout cette pression va mettre à mal ce couple qui devenait de plus en plus fragile.
Le procès continue et Daphné avoue à Régina qu'elle entretient une relation avec Jeff. De son côté, Bay est partie avec Zarra sur la route du Mexique.
John et Emmett partent à la recherche de Bay grâce à la géolocalisation de son téléphone portable. Ils retrouvent cette dernière en compagnie de Zarra dormant dans sa voiture. Finalement, ils réussissent à lui faire entendre raison et la ramène à la maison tandis que Zarra poursuit sa route vers de nouvelles aventures.